# Episodi di Narcos (terza stagione)
La terza ed ultima stagione della serie televisiva Narcos, composta da 10 episodi, è stata pubblicata dal servizio on demand Netflix il 1º settembre 2017 in tutti i territori in cui Netflix era disponibile.
| nº | Titolo originale                 | Titolo italiano                 | Pubblicazione USA | Pubblicazione Italia |
| -- | -------------------------------- | ------------------------------- | ----------------- | -------------------- |
| 1  | The Kingpin Strategy             | La strategia del capo           | 1º settembre 2017 | 1º settembre 2017    |
| 2  | The Cali KGB                     | Il KGB di Cali                  | 1º settembre 2017 | 1º settembre 2017    |
| 3  | Follow the money                 | I soldi fanno girare il mondo   | 1º settembre 2017 | 1º settembre 2017    |
| 4  | Checkmate                        | Scacco matto                    | 1º settembre 2017 | 1º settembre 2017    |
| 5  | MRO                              | MRO                             | 1º settembre 2017 | 1º settembre 2017    |
| 6  | Best Laid Plans                  | I piani migliori                | 1º settembre 2017 | 1º settembre 2017    |
| 7  | Sin Salida                       | Senza uscita                    | 1º settembre 2017 | 1º settembre 2017    |
| 8  | Convivir                         | Convivere                       | 1º settembre 2017 | 1º settembre 2017    |
| 9  | Todos Los Hombres del Presidente | Tutti gli uomini del presidente | 1º settembre 2017 | 1º settembre 2017    |
| 10 | Going Back to Cali               | Ritorno a Cali                  | 1º settembre 2017 | 1º settembre 2017    |

## La strategia del capo
- Titolo originale: The Kingpin Strategy
- Scritto da: Carlo Bernard, Doug Miro e Eric Newman
- Diretto da: Andrés Baiz

### Trama
A Gennaio del 1994, L'agente della Drug Enforcement Administration (DEA) Javier Peña, salito agli onori delle cronache a seguito dell'eliminazione di Pablo Escobar e del conseguente smantellamento del cartello di Medellín, torna nella sua città natale (Laredo, in Texas). Sebbene venga accolto come un eroe da familiari e concittadini durante un matrimonio, egli confessa al padre la sua volontà di far ritorno in Colombia, dove c'è un nuovo nemico da combattere, il cartello di Cali. L'organizzazione criminale di Cali aveva infatti contribuito alla distruzione dell'impero di Escobar, collaborando di fatto con la DEA, al fine di raccoglierne l'eredità di principale cartello mondiale della cocaina. Mentre tutte le attenzioni erano rivolte al signore della droga di Medellín, il cartello di Cali era cresciuto indisturbato, nell'ombra, sviluppando ben presto enormi volumi di produzione e distribuzione negli Stati Uniti d'America (via Messico), in Europa e in Estremo Oriente. A capo del cartello di Cali vi sono i fratelli Gilberto e Miguel Rodríguez Orejuela, Hélmer Herrera Buitrago (detto Pacho) e José Santacruz Londoño (detto Chepe, di base a New York).
A Cali fervono i preparativi per un evento straordinario: i vertici del cartello daranno una grande festa (a cui presenzieranno tutti i soci, gli alleati, i politici e i poliziotti corrotti, i capi dei cartelli minori e i responsabili della catena di produzione e distribuzione) nel corso della quale Gilberto Rodríguez, di fatto la mente e il capo supremo dell'organizzazione, farà un annuncio di estrema importanza per il futuro di tutti. A garantire che la festa si svolga senza incidenti e senza infiltrati o ospiti indesiderati ci penseranno Carlos Córdova e Jorge Salcedo, a capo di una nutrita schiera di uomini ben armati e addestrati. Per Salcedo sarà l'ultimo importante incarico alle dipendenze del cartello prima delle dimissioni; uomo sostanzialmente contrario alla violenza e alla brutalità, sogna infatti di fondare una propria agenzia di vigilanza e sicurezza per vivere in pace con la moglie Paola e le sue due figlie. La DEA tenterà di venire a conoscenza di ciò che succederà alla festa infiltrando Andrès, un ragazzo povero di Cali che, col ruolo di cameriere, sarà equipaggiato con una fotocamera nascosta in uno dei bottoni della sua camicia.
Giunge la sera del grande evento e tra gli invitati figura anche Claudio Salazar, membro del cartello minore di Norte del Valle, che è fortemente inviso a Pacho Herrera a causa di screzi passati non meglio specificati; inoltre, la bella moglie di Claudio è fortemente desiderata da Miguel Rodríguez. Nel corso della serata Andrès scatta diverse foto compromettenti che ritraggono importanti esponenti della politica e delle forze dell'ordine colombiane in combutta con i narcotrafficanti. Proprio nel momento in cui Gilberto Rodríguez sta per fare l'importante comunicazione, Andrès viene smascherato da Jorge Salcedo: il ragazzo si aspetta ovviamente di essere trucidato ma Salcedo gli risparmia la vita a patto che lasci immediatamente la città.
Intanto Gilberto fa la scioccante rivelazione a tutti i presenti: sebbene gli affari vadano a gonfie vele, il cartello di Cali uscirà dal business illegale della cocaina. Gilberto sta trattando con le autorità colombiane e in capo a sei mesi il Cartello cesserà la produzione e la distribuzione di coca poiché, con gli enormi profitti nel frattempo accumulati e riciclati, investirà tutto in attività legali in cambio di una quasi totale indulgenza per i crimini commessi fino a quel momento. Memore della triste fine di Escobar, che morì su un tetto di un tugurio di Medellín da pluriricercato, Gilberto ha in questo modo intenzione di godersi il lusso e gli agi che solo la condizione di uomo non perseguitato dalla giustizia può garantire.
Dopo la festa, Miguel Rodríguez e Jorge Salcedo hanno una conversazione: Miguel è talmente contento di come Jorge esegua il suo lavoro di coordinatore della sicurezza che di fatto lo obbliga a ritirare le sue dimissioni. A malincuore Salcedo è costretto a prolungare la sua collaborazione con il Cartello di altri sei mesi (cioè fino allo scioglimento programmato), la qual cosa irrita la moglie Paola, il cui desiderio è che Jorge cessi al più presto ogni rapporto con i narcos.
Peña ha un breve colloquio con il capo della CIA di stanza in Colombia, Bill Stechner, il quale gli svela l'esistenza di una trattativa in corso tra i capi di Cali e le autorità colombiane e di come i primi si consegneranno alle seconde in cambio di una pena carceraria minima e del mancato sequestro di beni e attività legali. Peña si mostra disgustato dal momento che vorrebbe vederli marcire in galera ma Stechner afferma che questa trattativa è appoggiata anche da Washington, il cui interesse è evitare il ripetersi dei bagni di sangue che caratterizzarono la lotta contro Escobar. D'altra parte il cartello di Cali è praticamente padrone della città: la quasi totalità dei poliziotti è sul suo libro paga come anche la società telefonica, molti tassisti, dipendenti di alberghi, ecc. Ogni chiamata viene intercettata e qualsiasi informazione utile al Cartello arriva a conoscenza di quest'ultimo quasi immediatamente.
Proprio grazie alle numerose intercettazioni, i capi di Cali scoprono che alcuni dei presenti alla festa sono stati profondamente delusi dall'annuncio-shock di Gilberto e covano sentimenti di odio e di discordia nei confronti del Cartello, non condividendo minimamente l'intenzione di consegnarsi alle autorità e di lasciare il business della coca all'apice della sua prosperità. Rapidamente scatta una feroce operazione di eliminazione di tutti i dissidenti: nottetempo vengono assassinati e i loro corpi fatti sparire nelle acque del fiume Cauca, legati con del filo spinato a lamina che lentamente farà a brandelli i cadaveri riducendoli a cibo per pesci. A una delle vittime è riservato un trattamento particolarmente atroce: Claudio Salazar è infatti tra coloro che mal digeriscono le intenzioni di Gilberto. Pacho Herrera lo sorprende insieme ai suoi uomini in un locale di Cali e, legati gli arti a quattro motociclette, lo smembra tra indicibili urla e sofferenze.
- Guest star: Edward James Olmos (Chucho Peña), Shea Whigham (Agente Duffy), Brett Cullen (Arthur Crosby), Miguel Ángel Silvestre (Franklin Jurado), Nicholas Gonzalez (Agente Lopez).

## Il KGB di Cali
- Titolo originale: The Cali KGB
- Scritto da: Carlo Bernard, Doug Miro e Eric Newman
- Diretto da: Andrés Baiz

### Trama
David Rodríguez, il perfido figlio di Miguel, insieme ai suoi uomini, svuota nottetempo in un tombino numerose bombole di gas di cloro, al fine di poterle utilizzare per il contrabbando di cocaina, dal momento che i camion che trasportavano gas non venivano mai controllati dai doganieri. Il leader del Cartello di Norte del Valle, Orlando Henao, si reca da Gilberto Rodríguez per ribadire fedeltà al cartello di Cali in seguito al brutale assassinio di Claudio Salazar: Gilberto tuttavia sa che la famiglia di Salazar non tarderà a vendicarsi nei confronti di Pacho e pianifica di mandare quest'ultimo in Messico per qualche tempo. A seguito dello smascheramento dell'infiltrato della DEA alla festa del Cartello (episodio che lo stesso Cartello mette in risalto sui quotidiani del Paese al fine di screditare l'antidroga americana), le autorità colombiane invitano l'agenzia statunitense ad evitare ulteriori ingerenze.
Un evento inaspettato tuttavia sembra rovinare i piani dei padrini di Cali: il gas di cloro che David e i suoi uomini avevano illecitamente smaltito nel sottosuolo è in seguito entrato nelle case dell'intero quartiere di Yumbo attraverso le condutture, intossicando migliaia di persone e causando quattro morti, dei quali tre bambini. Gilberto va su tutte le furie: se venisse alla luce che la tragedia è stata causata dagli uomini del Cartello, le autorità colombiane sarebbero costrette ad iniziare una vera e propria guerra nei suoi confronti, facendo saltare la trattativa in atto. Jorge Salcedo intanto fa progetti per la nuova vita che inizierà dopo lo scioglimento del Cartello, pianificando di costruire una grande casa per sé e la sua famiglia ma la moglie Paola non si fa contagiare dal suo entusiasmo: infatti, secondo la sua opinione, una volta che si accetta di avere a che fare con certa gente è poi molto difficile uscirne.
Negli uffici della DEA di Bogotà uno sfiduciato e inacidito Peña si confronta con l'entusiasmo di un giovane agente, Chris Feistl, che ha scoperto alcune evidenze documentali che potrebbero mettere il Cartello in relazione col riciclaggio di denaro e di conseguenza produrre un capo d'accusa sufficiente per poter procedere all'arresto dei padrini di Cali. Peña tuttavia lo scoraggia immediatamente dato che Washington non sembra avere intenzione di volersi inimicare il governo colombiano e pertanto al momento non perseguirà i capi del Cartello.
La priorità del Cartello è adesso quella di impedire che l'ispettore a capo delle indagini sulla tragedia di Yumbo scopra la reale origine della stessa ma dal momento che, a causa di alcuni indizi lasciati sul luogo del misfatto dagli uomini di David, questa eventualità è tutt'altro che remota: la preoccupazione dei padrini è pertanto quella di impedire che l'ispettore porti la verità a conoscenza dell'opinione pubblica. Jorge Salcedo si incarica dunque di scandagliare a fondo la vita privata dell'ispettore (servendosi dei numerosissimi uomini a libro paga del Cartello) per trovare qualcosa che lo renda ricattabile: l'uomo si rivela uomo integerrimo e moralmente inattaccabile ma la stessa cosa non si può dire per la moglie poiché Salcedo scopre agevolmente che quest'ultima ha una relazione extra-matrimoniale e ne filma tutte le evidenze. Salcedo si reca dall'ispettore del governo minacciando di rendere pubblico il video che documenta l'amplesso extra-coniugale della consorte qualora egli dovesse dichiarare la verità sui fatti di Yumbo all'opinione pubblica.
Intanto, a New York, Chepe Santacruz deve fronteggiare un problema: il suo fornitore di etere, composto essenziale per la produzione di cocaina, non può esaudire completamente le sue richieste perché in città vi è una nuova organizzazione criminale, composta perlopiù da giovani dominicani, che è entrata massivamente nel business della fabbricazione di stupefacenti. Chepe si reca a far visita assieme ai suoi uomini alla gang dominicana, il cui quartier generale è un salone di bellezza nel Queens: nel corso di una sequenza memorabile, il narcotrafficante colombiano trucida i rivali caraibici eliminando in questo modo la concorrenza sulla piazza di New York.
Miguel Rodríguez fa rapire María Salazar, ex-moglie del defunto Claudio, dal suo fido tirapiedi Navegante: il boss rivela quindi alla ragazza che il marito è stato assassinato e che da allora in poi si occuperà egli stesso di lei e di suo figlio, offrendole di fatto una vita agiata al suo fianco. A Gilberto Rodríguez è intanto tornato il buonumore poiché, nel corso del telegiornale serale, l'ispettore del governo annuncia al popolo colombiano che le indagini sulla tragedia di Yumbo evidenziarono che si trattò di un incidente la cui responsabilità è da attribuire unicamente alla negligenza nella corretta manutenzione delle condutture del gas. Per l'agente Javier Peña tutto ciò è decisamente troppo: in barba ai consigli ricevuti dall'ambasciatore Crosby e dal collega della CIA Stechner, scenderà personalmente in campo per muovere guerra ai padrini del Cartello.
- Guest star: Brett Cullen (Arthur Crosby), Gabriel Iglesias (Gangster dominicano), Shea Whigham (Agente Duffy), Nicholas Gonzalez (Agente Lopez).

## I soldi fanno girare il mondo
- Titolo originale: Follow the Money
- Scritto da: David Matthews
- Diretto da: Gabriel Ripstein

### Trama
Pacho Herrera si reca in Messico, a Ciudad Juárez, presso Amado Carrillo Fuentes, detto "il Signore dei cieli": la sua organizzazione criminale, il Cartello di Juárez, è infatti specializzata nel trasporto della coca prodotta in Colombia negli Stati Uniti a bordo di aerei che poi fanno ritorno in Messico stracolmi di contante. Insieme al fratello minore Alvaro, Pacho è ospite di Carrillo Fuentes principalmente per sottrarsi alla prevedibile rappresaglia dei parenti di Claudio Salazar. Intanto a Bogotà sono giunti due senatori statunitensi incaricati da Washington di far chiarezza sui rapporti tra governo colombiano e narcotraffico: gli enormi volumi di cocaina che continuano ad invadere gli Stati Uniti anche dopo la fine di Escobar non possono più essere tollerati dall'opinione pubblica che chiede una risposta forte delle autorità al problema.
Viene quindi illustrata la metodica di riciclaggio della montagna di contante che costituisce i ricavi della vendita di coca da parte del cartello di Cali: dapprima tramutata in una miriade di vaglia bancari, questi ultimi vanno poi a finanziare società di comodo aventi sede nel paradiso fiscale di Panama, e attraverso una inestricabile rete di transazioni fittizie tra esse vengono di fatto generati utili puliti e spendibili. Sebbene il sistema sia rodato e affidabile, non si può tuttavia escludere che prima o poi possa saltar fuori una traccia che metta in relazione i suddetti utili con la reale provenienza del denaro che ne finanziò la produzione. Casualmente infatti, da una banca del Principato di Monaco, parte una segnalazione che genera un'indagine più approfondita la quale finisce per evidenziare un legame tra numerosi conti fittizi in paradisi fiscali europei e un istituto di credito di Bogotà. Sotto la minaccia di essere inserita nella Lista Clinton (un elenco di istituti di credito sospettati di fare affari con i narcos e perciò interdetti ad operare con le banche statunitensi), la banca colombiana rivela a Javier Peña l'identità dell'uomo a monte di tutte le operazioni di riciclaggio del denaro del Cartello: Franklin Jurado, un astuto e raffinato poliglotta colombiano dotato di doppio passaporto avendo sposato una statunitense.
L'agente Chris Feistl viene perciò accontentato: Peña lo invia a Cali, insieme al collega Daniel Van Ness, dove rappresenterà il braccio operativo della DEA e, una volta giunti in città, vengono accolti da un ufficiale della polizia locale, il capitano Calderón. Egli si mette a disposizione dei due agenti americani dichiarando che, nonostante la polizia di Cali sia praticamente tutta a libro paga del Cartello, loro due soli potranno fare ben poco e necessiteranno in ogni caso dell'appoggio delle autorità locali per tentare di stanare i fratelli Rodríguez (questi ultimi sono infatti in regime di latitanza dal momento che, ufficialmente, pende su di loro un mandato di cattura da parte delle autorità).
- Guest star: Brett Cullen (Arthur Crosby), Glenn Morshower (Senatore Martin), Miguel Ángel Silvestre (Franklin Jurado).

## Scacco matto
- Titolo originale: Checkmate
- Scritto da: Andy Black
- Diretto da: Gabriel Ripstein

### Trama
L'agente Peña si è catapultato a Cali, in seguito all'avvistamento di Gilberto Rodríguez da parte degli agenti Feistl e Van Ness, inviati in città per cercare di reperire quante più informazioni possibili sui famosi narcotrafficanti. Il commando di polizia inizia la maxi retata per arrestare proprio Gilberto ma l'unico che non sembra entusiasta dell'operazione è proprio il capitano della polizia locale Calderón, che ha agganci con il cartello di Cali. A questo punto, parte il racconto sulla vita privata di Gilberto: egli è sposato contemporaneamente con tre donne diverse, che gestisce così come fa con gli affari, e tutte e tre vanno d'accordo e sembrano accettare senza problemi le rispettive relazioni. Gli agenti, frattanto, fanno irruzione nella presunta casa di Rodríguez, ma non trovano Gilberto, nonostante mettano l'abitazione sottosopra.
In un camion addetto al trasporto di pollame fresco si trova invece il colonnello Martinez con alcuni suoi uomini che fa sosta davanti alla vera mega villa di Gilberto. Si deduce che Peña, Feistl, Van Ness e Martinez avevano già da tempo capito dell'implicazione del capitano Calderón con il cartello e, per questo motivo, avevano inscenato una finta irruzione: il colonnello Martinez offre a Calderón la possibilità di redimersi, aiutandoli a trovare il narcos, nascosto all'interno della casa, ma il capitano si rifiuta ed è pertanto l'agente Peña a scovare Gilberto Rodríguez, nascostosi sotto il pavimento della jacuzzi.
Calderón, fuggito dal controllo di un agente, si reca subito in città a dare l'allarme e tutta la polizia cerca di fermare il camion che trasporta Gilberto, per cercare di liberarlo. Non appena fermano il camion, guidato da Feistl, gli agenti si accorgono che si tratta del camion sbagliato, mentre quello giusto è diretto verso la base aerea: anche lì, c'è un commando di polizia che ferma Peña e Martinez, con l'intenzione di impedire all'aereo di partire, ma, dopo le prime resistenze, i poliziotti permettono il decollo. Così Gilberto atterra a Bogotà, dove lo aspetta una cella ed una schiera di giornalisti, pronti a saperne di più. Poco dopo, si riunisce il Consiglio di stato, presieduto da Ernesto Samper, il nuovo presidente colombiano succeduto a Gaviria: uno dei partecipanti vorrebbe che Gilberto venisse rilasciato ma Samper resta fermo sulla sua decisione di mantenere valido l'arresto del criminale.
Jorge Salcedo riceve da Miguel Rodríguez l'incarico di portare a María Salazar il figlio, tenuto sotto custodia dalla nonna: Salcedo, grazie all'aiuto di Navegante, riesce a portare a termine il suo compito, seppur con alcune difficoltà. Egli infatti è sempre più preoccupato per la realizzazione della sua impresa privata di sicurezza: teme che i Rodríguez non possano vedere di buon occhio il suo progetto.
Nel frattempo, Pacho si trova ancora in Messico, insieme all'amico Carrillo Fuentes, preoccupato per l'imminente uscita dal giro da parte del Cartello di Cali: Amado cerca di persuadere Pacho a non ritirarsi dagli affari, entrando invece in società con lui, una volta usciti di scena i Rodríguez. La notizia della cattura di Gilberto giunge anche a Pacho e Miguel gli intima di prolungare ancora il suo soggiorno, poiché non è ancora sicuro per lui tornare in Colombia.
L'episodio si conclude con il colonnello Martinez che fa visita all'agente Peña, dichiarando di essersi dimesso in seguito alla campagna diffamatoria che i vertici della polizia colombiana, pagata dai Rodríguez, stanno portando avanti contro tutti i loro nemici, cercando così di screditare l'arresto di Gilberto.
- Guest star: Brett Cullen (Arthur Crosby).

## MRO
- Titolo originale: MRO
- Scritto da: Ashley Lyle e Bart Nickerson
- Diretto da: Josef Wladyka

### Trama
Gilberto Rodríguez si trova in carcere, ma anche qui gode di privilegi particolari: infatti, una delle guardie gli procura un telefono cellulare, col quale egli si mette in contatto col fratello Miguel, esortandolo a far proseguire gli affari e a stringere rapporti ancora più stretti con quelli di Norte del Valle. Miguel inoltre, sospetta che all'interno del suo sistema di sicurezza ci sia una talpa che abbia aiutato la polizia a prendere Gilberto e pertanto Salcedo e Córdova si mettono subito al lavoro per cercare di scoprire chi sia. I due addetti alla sicurezza, indagando, non giungono a nulla di concreto, se non al fatto che i due agenti della DEA si trovano ancora a Cali. Salcedo viene convocato da David, figlio di Miguel, ad una riunione improvvisata; una volta sul posto, Jorge assiste, inerme, all'assassinio del capitano Calderón, divenuto il capro espiatorio, in seguito alle falle nel sistema di sicurezza. David lo conduce in un'altra stanza, dove si trova Córdova, legato e sanguinante, accusato di essere una spia e, per questo, viene ucciso da un colpo di pistola per mano dello stesso David; inoltre, David tiene in ostaggio la moglie di Córdova, Sofía, e anche lei verrà uccisa.
Intanto, Feistl e Van Ness sono bloccati al comando di polizia, che impedisce loro di far ritorno a Bogotà mentre Peña incontra il nuovo Ministro della Difesa, Fernando Botero. Il ministro asserisce che, a causa della cattura di Gilberto, le condizioni per la resa di Cali siano compromesse e che ogni operazione militare potrebbe comportare dei rischi. Inoltre, Botero consiglia a Peña di trovare quanto più presto possibile una prova che inchiodi definitivamente Gilberto, perché un criminale come lui potrebbe essere rilasciato da un momento all'altro.
Nicolás, figlio di Gilberto, si occupa degli affari del padre in veste di suo avvocato e, in particolare, delle condizioni della sua resa e di quella dei membri del cartello. Le condizioni, infatti, sono cambiate: Gilberto, Miguel, Pacho e Chepe devono scontare una pena di tre anni, consegnandosi alle autorità e rinunciando ai loro beni illeciti, mantenendo in tal modo i contanti e le società. Pacho è ancora in Messico, insieme al fratello minore Alvaro, al quale gli confida l'offerta propostagli da Fuentes, e Alvaro ammette che forse il messicano potrebbe avere ragione. Pacho, però, dice all'amico Fuentes di non poter accettare il suo accordo, poiché considera i Rodríguez come la sua famiglia.
Feistl e Van Ness trovano un'abitazione a Cali, che adibiscono al loro quartier generale, per le indagini su Guillermo Pallomari, il contabile dei Rodríguez. Parallelamente, Peña è sulle tracce di Franklin Jurado, colui il quale ricicla i soldi del cartello di Cali: l'agente della DEA intercetta le telefonate tra Jurado e la moglie Christina e poi va a trovare quest'ultima, esortandola a convincere il marito a collaborare. La donna sembra concordare con Peña e tenta, inutilmente, di convincere il marito alla resa, che è a Curaçao per affari; pertanto Javier, avendo intercettato le chiamate tra i due coniugi, parte immediatamente per la destinazione caraibica. L'episodio si conclude con Salcedo che, traumatizzato dall'esperienza vissuta e appena nominato nuovo capo della sicurezza del cartello, telefona segretamente agli agenti Feistl e Van Ness per proporre loro un accordo.
- Guest star: Brett Cullen (Arthur Crosby), Miguel Ángel Silvestre (Franklin Jurado).

## I piani migliori
- Titolo originale: Best Laid Plans
- Scritto da: Jason George
- Diretto da: Josef Wladyka

### Trama
Gli agenti Feistl e Van Ness incontrano di nascosto Salcedo e gli propongono un accordo: la cattura di Miguel Rodríguez in cambio del visto per gli Stati Uniti e della piena immunità per la sua famiglia. Intanto Javier Peña si trova a Curaçao, il paradiso dei contrabbandieri, in attesa di poter incastrare e catturare Franklin Jurado: egli trova Franklin seduto ad un tavolo, in un ristorante, in procinto di chiudere un affare con un potenziale cliente ma l'uomo prova a scappare non appena vede la polizia, venendo presto circondato e costretto ad arrendersi. Jurado viene immediatamente estradato a Miami, ma si renderà disponibile a parlare solo quando vedrà la moglie Christina. La donna, una volta giunta sotto casa sua e vista la polizia, fa marcia indietro e torna al salone di bellezza di un'amica dove telefona a Peña, che la esorta a recarsi all'ambasciata americana. Christina si fa accompagnare dall'amica, ma mentre si trovano in auto, vengono fermate da Navegante, che rapisce la donna e la porta via dopo avere ucciso l'altra.
Nicolás Rodríguez, figlio di Gilberto, fa visita allo zio Miguel per consegnargli un messaggio da parte del fratello: Gilberto è preoccupato per le sorti del cartello di Cali e invita Miguel a occuparsi di Pallomari, capo della contabilità ed elemento debole all'interno del cartello, e pertanto decide di farlo tenere d'occhio da Jorge. Salcedo conduce Pallomari e la sua famiglia in un appartamento protetto, in modo che lui possa lavorare da lì, senza uscire per la sua sicurezza.
Miguel Rodríguez decide di presiedere al posto del fratello l'inaugurazione del Festival della Salsa, evento che ogni anno si tiene in città, per dimostrare che è lui il nuovo capo. Salcedo informa Feistl e Van Ness della notizia e i due si recano alla festa; qui, però, Miguel subisce un attentato da parte degli uomini del cartello di Norte del Valle. Nel frattempo, grazie al voltafaccia di Amado Carrillo Fuentes, altri sicari fanno irruzione nell'abitazione di Pacho, che si trova ancora in Messico: Pacho riesce a salvarsi, mentre il fratello Alvaro rimane gravemente ferito ad una spalla. Chepe, intanto, a New York uccide in un bar un giornalista cubano che avrebbe pubblicato una storia sul suo conto in merito all'esplosione accidentale nel Queens di un laboratorio clandestino. L'episodio si conclude con Miguel che riunisce attorno a sé Pacho, Chepe e David e comunica loro che l'unica risposta da dare al cartello del Norte del Valle sia la guerra, nonostante il disappunto di Gilberto che dal carcere propone al fratello la resa.
- Guest star: Brett Cullen (Arthur Crosby), Miguel Ángel Silvestre (Franklin Jurado).

## Senza uscita
- Titolo originale: Sin Salida
- Scritto da: Santa Sierra e Clayton Trussell
- Diretto da: Fernando Coimbra

### Trama
Pacho Herrera fa irruzione in una chiesa a Norte del Valle, interrompendo la funzione religiosa dopo aver fatto esplodere sul sagrato un'auto, con un messaggio ben preciso per Orlando Henao: vuole Gerda Salazar e i suoi figli poiché solo così potrà esserci la pace. Intanto, Salcedo continua a collaborare con Feistl e Van Ness per la riuscita della cattura di Miguel Rodríguez: i due agenti non hanno un piano ben preciso per prendere il narcotrafficante, ma hanno informato Peña e l'ambasciatore americano del loro caso. Questi ultimi due si recano dal ministro Botero per ottenere l'autorizzazione sulla missione, volendo assegnare l'operazione di cattura al generale Serrano. Botero dà il suo consenso e l'intera missione viene dunque assegnata a Serrano e Peña ma il piano, però, non sembra andare come previsto.
Infatti, Salcedo avrebbe dovuto essere la sentinella che avrebbe consentito il passaggio ai militari per l'abitazione di Miguel, ma Jorge viene trattenuto a cena dallo stesso Miguel, che lo aveva convocato poco prima per ordinargli di intercettare il telefono del fratello Gilberto, in carcere. Il convoglio di camionette riesce a passare senza essere fermato, nonostante ci sia il braccio destro di Salcedo di guardia: infatti, Jorge, per aiutare i soldati, spegne tutte le radio, proprio per evitare di far arrivare il segnale. Mentre le forze speciali fanno il loro ingresso nell'edificio dove si trova Miguel, l'elicottero con a bordo Peña e Feistl atterra sul tetto e i due agenti vi fanno irruzione ma non trovano nessuno, eccetto María Salazar e il figlioletto.
Nonostante tutto faccia pensare al fallimento dell'operazione, la DEA non si perde d'animo e continua a cercare: gli agenti si accorgono che gli appartamenti non hanno tutti la stessa metratura e arrivano alla conclusione che ci sia un rifugio, nel quale Miguel si sta nascondendo. Effettivamente Rodríguez si trova in un'intercapedine della parete del bagno, ma gli agenti vengono fermati dal buttarla giù dal capo dell'ufficio del Procuratore Generale di Cali, che nel frattempo è stato prontamente portato sul luogo da David. Gli agenti sono costretti a fermarsi e a rinunciare alla cattura e di conseguenza Peña, Feistl e Van Ness fanno ritorno a Bogotà con in mano un importante libro contabile
che riporta, in codice, tutti i nomi e i dati sul cartello, ossia tutto ciò che inchioderebbe i narcotrafficanti. Frattanto Jorge deve fare i conti con i propri problemi familiari: la moglie Paola, esasperata per la situazione e contraria alla partenza imminente per gli Stati Uniti, porta via le figlie dalla madre, lasciando il marito solo. Uno sconvolto Miguel telefona al fratello Gilberto, che insiste sulla resa, ma per l'uomo la guerra con il cartello rivale è appena iniziata.
- Guest star: Brett Cullen (Arthur Crosby).

## Convivere
- Titolo originale: Convivir
- Scritto da: Andy Black
- Diretto da: Fernando Coimbra

### Trama
Christina Jurado viene consegnata da Navegante ad una milizia delle FARC, che la conducono nella giungla, tenendola prigioniera nel loro nascondiglio. Miguel, intanto, capisce che, all'interno del suo gruppo di vigilantes, c'è una spia e intende sapere chi sia: i sospetti dei Rodríguez cadono su Enrique, braccio destro di Salcedo. Jorge si offre di trovarlo ma, invece di consegnarlo a Miguel, lo nasconde in una camera d'albergo per proteggerlo. David Rodríguez adesso agisce anche per conto del padre e ordina che venga ispezionata la casa di Enrique, ma i suoi uomini non trovano nulla. David, però, sospetta e ha quasi la certezza che la spia che ha informato la DEA sia proprio Jorge, il quale ne ha la conferma quando ascolta una registrazione di David che ne discute col suo amico.
Insieme a Salcedo, Navegante si reca a casa di Pallomari ma non trova nessuno poiché il contabile è scappato, prevedendo il loro arrivo. Miguel e David riescono a catturare Enrique, che si proclama innocente, accusando invece Jorge di lavorare per la DEA; Salcedo a quel punto decide di sacrificarlo come capro espiatorio, facendo ricadere su di lui l'intera colpa. Così, l'uomo viene soffocato e ucciso dagli uomini di David, sotto gli occhi di Jorge, dopo che questi aveva messo in tasca del giovane il cercapersone con il quale comunicava con la DEA.
Nel frattempo gli agenti della DEA vengono confermati da Botero per portare avanti le indagini sul cartello di Cali ma le uniche persone capaci di decifrare i codici contenuti nel libro mastro rinvenuto sembrerebbero Guillermo Pallomari, che si è reso latitante, e Franklin Jurado, estradato negli Stati Uniti. Prima di collaborare, però, Jurado vuole parlare con sua moglie Christina, che ancora risulta irreperibile, e perciò Peña chiede aiuto a Don Berna, nuovo signore della droga di Medellín, che gli dà l'informazione che cerca in cambio di un futuro aiuto. Peña, insieme a Don Berna e alla milizia privata dei fratelli Castaños (ovvero le Autodefensas Unidas de Colombia), si inoltra nella foresta pluviale fino all'accampamento e riesce a portare in salvo la donna ma l'operazione si rivela vana poiché Jurado viene assassinato in carcere da un altro detenuto, inviato per conto di Nicolás, il figlio di Gilberto Rodríguez, che a sua volta gli aveva chiesto di risolvere il problema.
- Guest star: Brett Cullen (Arthur Crosby), Miguel Ángel Silvestre (Franklin Jurado).

## Tutti gli uomini del presidente
- Titolo originale: Todos Los Hombres del Presidente
- Scritto da: Jason George, Carlo Bernard e Doug Miro
- Diretto da: Andrés Baiz

### Trama
L'ambasciatore americano in Colombia vuole togliere il caso dalle mani di Peña, Feistl e Van Ness dopo quello che è successo nella giungla e dopo la morte di Franklin Jurado. Gli agenti della DEA, pur convinti che all'interno del Dipartimento di giustizia ci sia una spia che vuole fregare loro e Jorge Salcedo, non si perdono d'animo e continuano a portare avanti la loro strategia per catturare Rodríguez e salvare Jorge con la sua famiglia. Peña crede che la spia sia il Ministro della Difesa Fernando Botero, che informa man mano Miguel delle varie operazioni delle forze speciali. Così, il generale Serrano, Peña, Feistl e Van Ness, insieme alla collaborazione di Salcedo, tendono un agguato a Miguel, con la speranza di poterlo catturare.
Intanto, Miguel è venuto in possesso di alcune registrazioni che riportano conversazioni tra suo fratello Gilberto e Pacho, il loro socio, durante le quali Gilberto cerca di convincere l'uomo a trovare un accordo sulla resa. Miguel convoca Chepe e Pacho e ribadisce loro che adesso il capo del cartello di Cali, non è più il fratello Gilberto, ma lui e come tale deve prendere decisioni importanti: la resa non si farà e i soci di Rodríguez sembrano accettare la decisione del loro capo. Nel frattempo, David Rodríguez indaga per conto proprio su Salcedo, poiché è sicuro che sia lui la spia: i suoi sospetti si rivelano più che fondati quando, in un video di sorveglianza, vede Jorge che scende dall'auto per entrare nell'abitazione di copertura degli agenti Feistl e Van Ness. David avvisa il padre della sua scoperta e questa mette in allerta Miguel, che inizia a dubitare di Jorge.
La situazione sembra precipitare: David si reca a casa di Jorge per uccidergli la moglie e le figlie, Miguel tenta di uccidere Salcedo e la squadra della DEA interviene prima che sia troppo tardi. Van Ness mette in salvo Paola Salcedo e le sue figlie, mentre Feistl fa irruzione nell'appartamento di Miguel e libera Jorge, che sta per morire soffocato. Miguel riesce a scappare, ma la sua fuga dura pochissimo: infatti, l'auto in cui viaggia viene fatta sbandare dal generale Serrano, che lo arresta.
Peña fa visita all'ambasciatore americano, riferendogli i suoi sospetti su Botero e l'ambasciatore, dal canto suo, non fa altro che confermare le affermazioni di Javier per mezzo di una conversazione intercettata dalla CIA: infatti, il cartello di Cali tiene contatti diretti col governo colombiano, attraverso un uomo di nome Santiago Medina, il quale ha pure finanziato la campagna elettorale del presidente Samper. Miguel finisce nella stessa prigione del fratello Gilberto, mentre sia Pacho che Chepe decidono di consegnarsi spontaneamente alle autorità; solo in questo modo, potranno iniziare le trattative della resa.
- Guest star: Brett Cullen (Arthur Crosby).

## Ritorno a Cali
- Titolo originale: Going Back to Cali
- Scritto da: Carlo Bernard e Doug Miro
- Diretto da: Andrés Baiz

### Trama
Prima di consegnarsi al generale Serrano in persona, Pacho deve regolare i conti con i Salazar: infatti, insieme ai suoi uomini, fa irruzione nella dimora della signora Salazar, uccidendo lei e tutti coloro che vi abitano, per vendicarsi del loro attacco a sorpresa, nel quale suo fratello Alvaro è rimasto invalido. Dopo di ciò i quattro padrini del cartello di Cali si trovano riuniti in carcere a Bogotà, ma sono speranzosi di poter uscire al più presto poiché Miguel Rodríguez ordina al figlio di occuparsi quanto prima di Guillermo Pallomari, il contabile che potrebbe incastrarli per sempre. Anche l'agente Peña è sulle sue tracce, visto che l'uomo è la sua unica possibilità per mantenere i boss in carcere, decifrare i codici presenti nel libro mastro del cartello e inchiodare definitivamente i corrotti del governo. Peña, nella sua missione, viene aiutato anche da Jorge Salcedo, mentre la moglie Paola decide di non appoggiarlo e di partire per gli Stati Uniti l'indomani senza di lui.
Attraverso varie intercettazioni telefoniche ad opera di Salcedo, Peña, Feistl e Van Ness riescono a trovare la famiglia Pallomari e a convincere l'uomo e la moglie a fare i bagagli e seguirli. Ad aspettarli c'è Jorge, che viene però tenuto sotto scacco da Navegante, il quale gli punta un'arma addosso ma senza ucciderlo perché David lo sta cercando e tiene per sé il privilegio di ucciderlo. Navegante nota che è proprio Pallomari ad uscire dall'abitazione e vuole ucciderlo, ma Salcedo lo precede e gli spara, salvando così l'operazione sotto copertura della DEA. La notizia della morte di Navegante e la conseguente fuga di Pallomari giungono a David Rodríguez, che ha intenzione di dirigersi all'aeroporto per fermare il contabile, ma i suoi piani si infrangono subito, quando alcuni uomini del cartello del Norte del Valle fanno fuoco su di lui e sui suoi uomini, uccidendoli. Al cartello del Norte del Valle si era appellata infatti María Salazar, dopo aver avuto il rifiuto di David di proteggere lei e suo figlio.
Pallomari giunge all'aeroporto e si imbarca su un jet privato per gli Stati Uniti, dove viene tenuto un processo al cartello di Cali, nel corso del quale le sue testimonianze rivelano gli affari corrotti. Il governo colombiano prende le distanze dalle affermazioni del contabile, proclamando la non complicità negli affari del cartello nonostante le minacce statunitensi di bloccare gli aiuti esteri al Paese. L'agente Peña non è per nulla soddisfatto dato che sa che c'è un legame tra il presidente Samper e il cartello e vorrebbe che tutti ne fossero a conoscenza, ma l'ambasciatore americano gli ricorda che l'ultima cosa di cui hanno bisogno è il rovesciamento del governo in carica. Peña agisce allora per conto suo e rilascia una dichiarazione ad una giornalista, raccontando che la campagna presidenziale era finanziata dal cartello di Cali in cambio dell'immunità.
Le sorti dei padrini del narcotraffico sono finalmente segnate: Chepe esce di prigione e crede di stringere un accordo con i fratelli Castaños, che invece lo uccidono e lo abbandonano in strada la sera del 5 Marzo 1996; Pacho viene ucciso in carcere da un sicario del cartello rivale mentre Gilberto e Miguel Rodríguez vanno incontro all'estradizione negli Stati Uniti. Salcedo invece ha dovuto dichiararsi colpevole di associazione a delinquere ed è stato messo nel programma federale di protezione testimoni, cambiando identità. Peña presenta le sue dimissioni alla DEA, ma, una volta tornato in patria, viene incaricato di un altro compito: smantellare definitivamente il narcotraffico del Messico. L'agente confida al padre di non voler accettare il nuovo incarico.
- Guest star: Edward James Olmos (Chucho Peña), Brett Cullen (Arthur Crosby).